# Saint-Léger (Charente-Maritime)
Saint-Léger (auch Saint-Léger-en-Pons) ist eine südwestfranzösische Gemeinde mit 672 Einwohnern (Stand 1. Januar 2022) im Département Charente-Maritime in der Region Nouvelle-Aquitaine.

## Lage
Saint-Léger liegt in einer Höhe von ca. 50 Metern ü. d. M. etwa 17 Kilometer (Fahrtstrecke) südlich von Saintes bzw. sieben Kilometer nördlich von Pons in der Kulturlandschaft der Saintonge. Weitere Orte mit eindrucksvollen romanischen Kirchen liegen nur wenige Kilometer entfernt: Biron, Bougneau, Échebrune, Chadenac, Avy, Marignac u. a.

## Bevölkerungsentwicklung
| Jahr      | 1962 | 1968 | 1975 | 1982 | 1990 | 1999 | 2007 | 2016 |
| Einwohner | 402  | 402  | 375  | 402  | 461  | 465  | 551  | 628  |

Im 19. Jahrhundert hatte der Ort zwischen 600 und 850 Einwohner, doch bedingt durch die Reblauskrise und den Verlust von Arbeitsplätzen infolge der zunehmenden Mechanisierung der Landwirtschaft ging die Einwohnerzahl danach stetig zurück. Aufgrund der Nähe zu den Städten Saintes und Pons und den auf dem Land deutlich niedrigeren Immobilienpreisen ist in den letzten Jahrzehnten wieder ein Anstieg der Bevölkerungszahlen zu beobachten.

## Wirtschaft
Die Landwirtschaft (Getreide und Wein) spielt immer noch die größte Rolle im Wirtschaftsleben der Gemeinde, die zum Weinbaugebiet der Fins Bois in der Region Cognac gehört. Auch die Forstwirtschaft ist nicht unbedeutend. Daneben ist auch der Tourismus in Form der Vermietung von Ferienwohnungen (gîtes) zu einem wichtigen Faktor im Wirtschaftsleben der Gemeinde geworden.

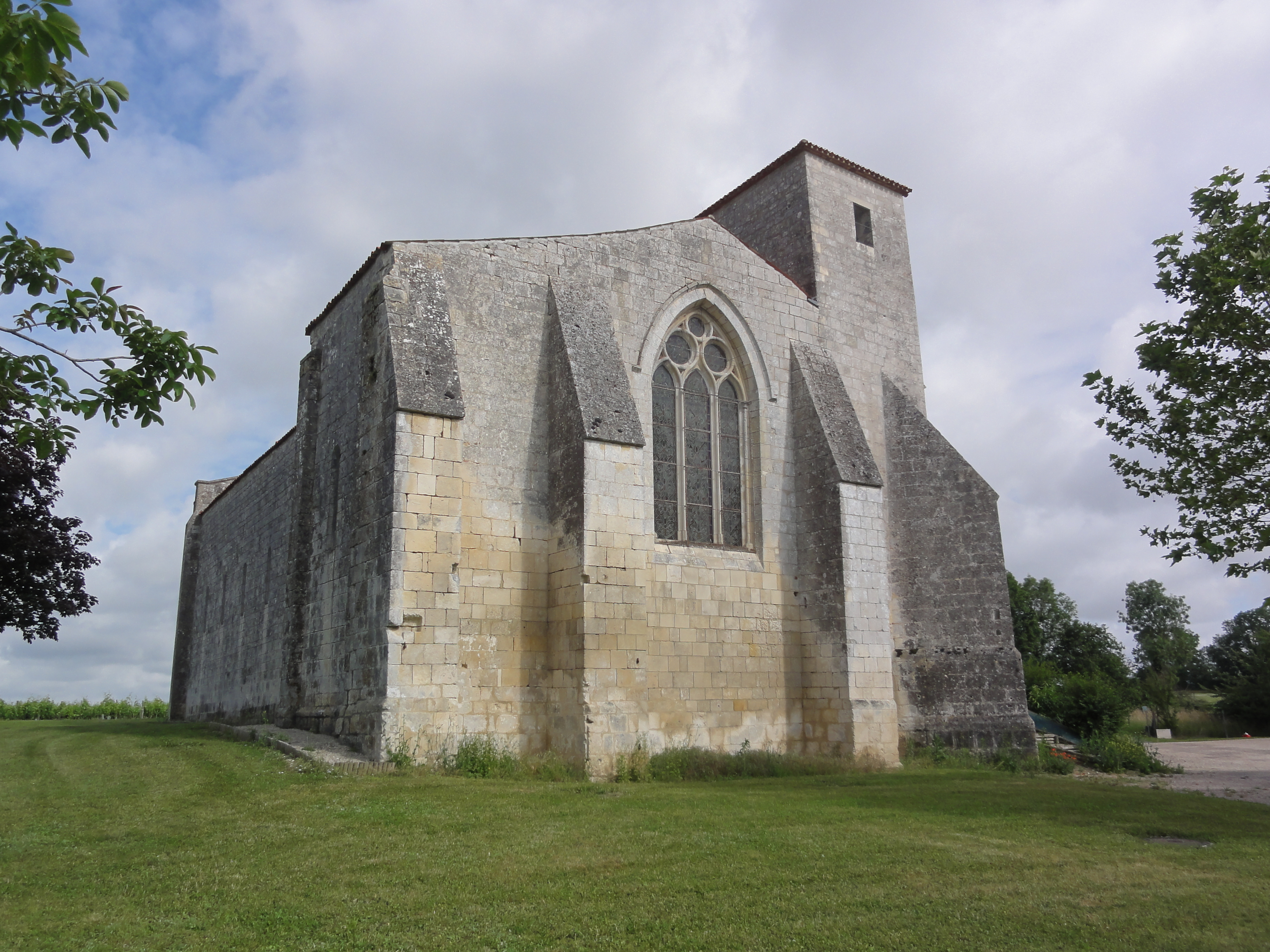
Apsis mit Fenster

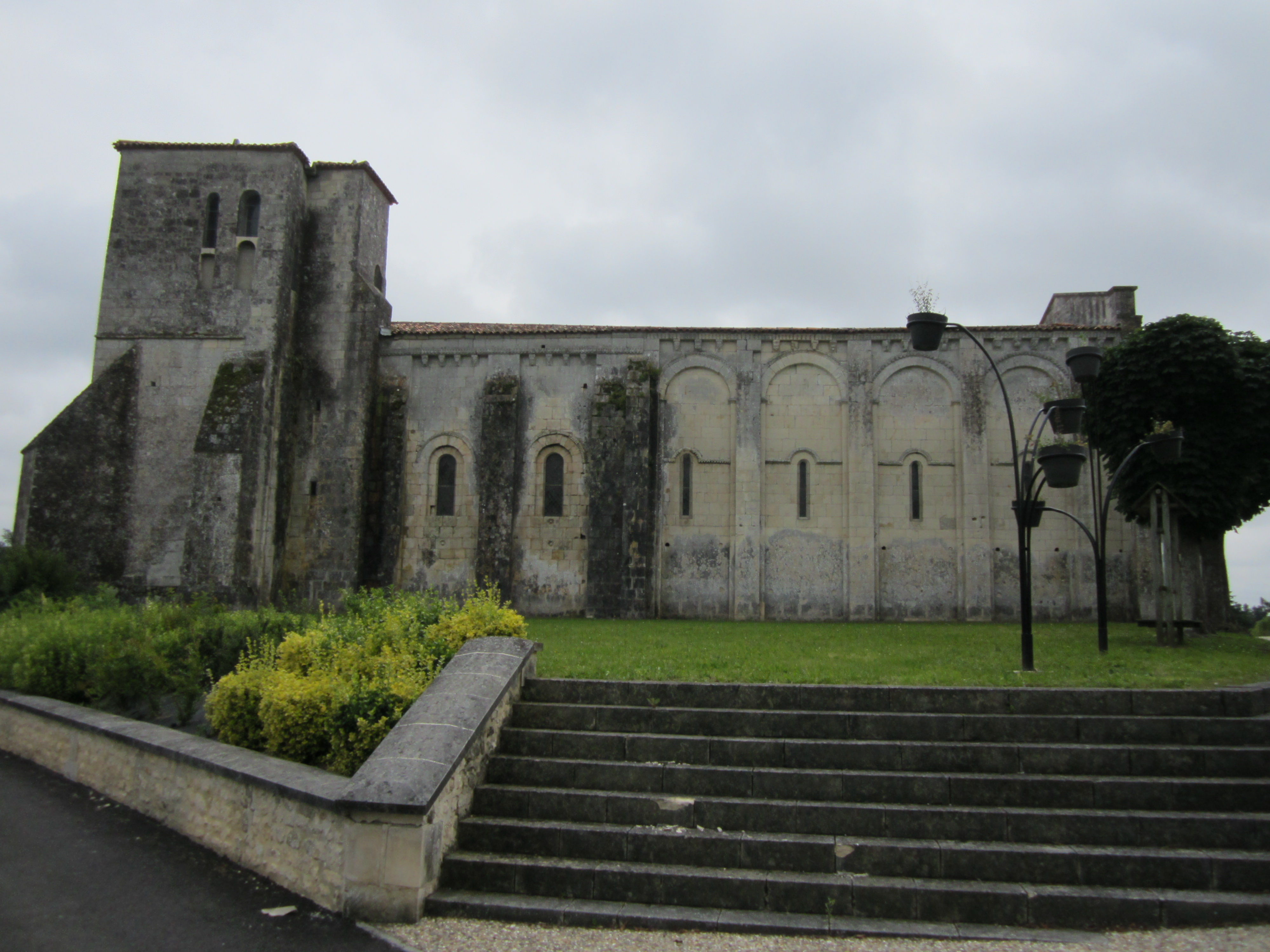
Nordseite der Kirche

## Geschichte
Wie aus der Existenz einer romanischen Kirche zu schließen ist, war Saint-Léger auch im Mittelalter besiedelt.

## Sehenswürdigkeiten
Wichtigste Sehenswürdigkeit von Saint-Léger ist die wehrhaft anmutende teils romanische, teils gotische Pfarrkirche Saint-Léger. Die Portalzone der Westfassade ist nach dem in der Charente üblichen Triumphbogenschema mit kleinen seitlichen Blendportalen gestaltet; sie schließt nach oben ab in einem Konsolenfries. Das Mittelfenster der darüber befindlichen fünfbogigen Arkadenzone ist vergleichsweise groß und diente – angesichts der äußerst schmalen schießschartenartigen Seitenfenster – ganz wesentlich zur Belichtung des Innenraums; die Bögen ruhen auf Pilastern und eingestellten Säulen. Auch die Arkadenzone schließt mit einem Konsolenfries; das darüber befindliche Giebelfeld ist schmucklos. Während die südliche Außenwand kahl und abweisend wirkt, ist die Nordseite durch hohe Blendbögen und Konsolen unterhalb der Dachtraufe aufgelockert. Die Ostteile der Kirche wurden im 15. Jahrhundert – möglicherweise zur Behebung von Schäden oder Zerstörungen während des Hundertjährigen Kriegs (1337–1453) – neugestaltet: Der Bau erhielt eine flache Apsis mit einem großen gotischen Maßwerkfenster und einen wehrhaft anmutenden Turm auf der Nordseite; außerdem wurde der komplette Bauteil mit mächtigen Strebepfeilern verstärkt. Der Kirchenbau wurde im Jahr 1931 als Monument historique anerkannt.